# Карлен, Хильда
Хильда Мария Карлен (швед. Hilda Maria Carlén, род. 13 августа 1991, Истад, Мальмёхус) — шведская футболистка, вратарь клуба «Линчёпинг» и женской сборной Швеции. Серебряный призёр летних Олимпийских игр 2016 года. Дочь шведского гандболиста Пера Карлена.

## Клубная карьера
Выступала до 2009 года за «Хамменхёг». С 2009 года игрок «Мальмё», была резервисткой Каролин Йенссон и Туры Бьёрг Хельгадоуттир. На правах аренды провела сезон 2010 в составе «Линчёпинга», резервистка вратаря Софии Лундгрен; за клуб выступала в одном матче Лиги чемпионов УЕФА 2010/2011 против словенского клуба «Крка». В 2013 году выступала за «Хаммарбю» в основном составе, в 2014 году представляла «Питео» и дебютировала в мачте против «Линчёпинга» 13 апреля 2014 года (победа 1:0). Провела 20 игр в сезоне, номинирована на премию «Вратарь года» (швед. Årets målvakt).

## Карьера в сборной
В 2009 году Карлен была вызвана в сборную на чемпионат Европы среди девушек до 19 лет, проходивший в Беларуси, а в 2010 году — на матчи чемпионата мира среди девушек не старше 20 лет в Германии. Дебютировала за основную сборную 12 февраля 2015 года матчем против Финляндии, в том же месяце включена в заявку на Кубок Алгарве. В мае 2015 года включена в состав на чемпионат мира в Канаде. В составе сборной Швеции завоевала серебряные медали Олимпиады в Рио-де-Жанейро.

## Личная жизнь
Отец — Пер Карлен, известный шведский гандболист и гандбольный тренер. Мать Маргарета и брат Оскар — также гандболисты, представляли сборную Швеции на международных соревнованиях.

## Достижения
- Чемпионка Швеции: 2011 (Мальмё)
- Обладательница Суперкубка Швеции: 2010 (Линчёпинг), 2011, 2012 (Мальмё)
- Обладатель Кубка Алгарве: 2018
- Серебряный призёр летних Олимпийских игр: 2016